# 乔安妮·汤普森
乔安妮·汤普森（英語：Joanne Thompson，1965年5月13日—），英国女子曲棍球运动员。她曾代表英国参加1992年和1996年夏季奥林匹克运动会曲棍球比赛，其中1992年奥运会获得一枚铜牌。